# Hitrost zvoka
Hitróst zvóka (oznaka c) je hitrost, s katero se zvočno vzdolžno valovanje širi v sredstvu. Odvisna je od lastnosti sredstva, v katerem zvok potuje, predvsem od njegove stisljivosti χ in gostote ρ:
{\displaystyle c={\frac {1}{\sqrt {\rho \chi }}}\!\,.}
Enačbo je prvi zapisal Pierre-Simon Laplace.
Hitrost zvoka (ali valovanja v splošnem) povezuje s frekvenco ν in valovno dolžino λ zveza:
{\displaystyle c=\lambda \nu \!\,.}

## Hitrost zvoka v trdninah
V trdninah navadno namesto stisljivosti vpeljemo njeno obratno vrednost, prožnostni modul E. Izraz za hitrost zvoka je v palici tedaj:
{\displaystyle c={\sqrt {\frac {E}{\rho }}}\!\,.}
V neomejeni trdnini je hitrost zvoka enaka:
{\displaystyle c={\sqrt {{\frac {E}{\rho }}{\frac {1-\mu }{(1+\mu )(1-2\mu )}}}}\!\,,}
kjer je μ Poissonovo število.

## Hitrost zvoka v kapljevinah
V kapljevinah velja enaka enačba kot pri plinih, s tem, da ni treba ločevati med adiabatno in izotermno stisljivostjo χ.

## Hitrost zvoka v plinih
V idealnih plinih se izraz za hitrost zvoka poenostavi. Upoštevamo lahko izraz za adiabatno stisljivost χS = 1/κ p, kjer je p tlak plina, κ pa adiabatni eksponent (razmerje specifične toplote pri stalnem tlaku cp in specifične toplote pri stalni prostornini cV). Ob upoštevanju splošne plinske enačbe pV = (m/M)RT in definicije gostote ρ = m/V dobimo:
{\displaystyle c={\sqrt {\frac {\kappa RT}{M}}}\!\,.}
Pri tem je R splošna plinska konstanta, M molska masa plina, T pa temperatura. Ker so ostali parametri konstanta za dano vrsto plina, vidimo, da je hitrost zvoka v plinu odvisna le od njegove temperature.
Če nas zanima temperaturna odvisnost hitrosti zvoka v ozkem temperaturnem območju, lahko zgornji izraz razvijemo v Taylorjevo vrsto. Za zrak pri temperaturi blizu sobne velja tako približen izraz:
{\displaystyle c_{\mathrm {zrak} }=(331{,}5+0{,}6\ \vartheta )\ \mathrm {m/s} \!\,.}
Pri tem je {\displaystyle \vartheta } temperatura zraka, merjena v stopinjah Celzija. V območju od -20 °C do +40 °C se ta približni izraz na 0,2 % ujema z natančnim izrazom.

## Zgledi hitrosti zvoka v različnih snoveh
| sredstvo               | hitrost zvoka pri sobni temperaturi [ m/s ] |
| ---------------------- | ------------------------------------------- |
| aluminij               | 6420                                        |
| titan                  | 6070                                        |
| železo                 | 5950                                        |
| steklo                 | 5300                                        |
| kronsko steklo         | 5100                                        |
| nikelj                 | 4900                                        |
| les (mehki)            | 4500                                        |
| baker                  | 5010                                        |
| cink                   | 3700                                        |
| srebro                 | 3650                                        |
| opeka                  | 3600                                        |
| les (trdi)             | 3400                                        |
| bukovina               | 3300                                        |
| zlato                  | 3240                                        |
| led (-4 °C)            | 3200                                        |
| beton                  | 3100                                        |
| pleksi steklo          | 2680                                        |
| kositer                | 2600                                        |
| svinec                 | 2160                                        |
| glicerin               | 1904                                        |
| PVC (trdi)             | 1700                                        |
| neopren                | 1600                                        |
| morska voda            | 1531                                        |
| voda                   | 1497                                        |
| živo srebro            | 1450                                        |
| benzen                 | 1295                                        |
| vodik                  | 1284                                        |
| aceton                 | 1174                                        |
| kloroform (kapljevina) | 987                                         |
| helij                  | 965                                         |
| pluta                  | 500                                         |
| vodna para (134 °C)    | 494                                         |
| metan                  | 430                                         |
| amonijak               | 415                                         |
| zrak                   | 343                                         |
| metanol (pare)         | 335                                         |
| kisik                  | 316                                         |
| ogljikov dioksid       | 259                                         |
| kloroform (pare)       | 171                                         |
| PVC (mehki)            | 80                                          |
| guma                   | 50                                          |

## Hitrost zvoka v zraku v odvisnosti od temperature
V razpredelnici je ρ gostota zraka in Z akustična impedanca.
| {\displaystyle \vartheta } [°C] | c [m/s] | ρ [kg/m³] | Z [N·s/m³] |
| ------------------------------- | ------- | --------- | ---------- |
| -10                             | 325,4   | 1,341     | 436,5      |
| -5                              | 328,5   | 1,316     | 432,4      |
| 0                               | 331,5   | 1,293     | 428,3      |
| +5                              | 334,5   | 1,269     | 424,5      |
| +10                             | 337,5   | 1,247     | 420,7      |
| +15                             | 340,5   | 1,225     | 417,0      |
| +20                             | 343,4   | 1,204     | 413,5      |
| +25                             | 346,3   | 1,184     | 410,0      |
| +30                             | 349,2   | 1,164     | 406,6      |